# Kaan İnanoğlu
Kaan İnanoğlu (* 16. August 2005 in Dallas, Texas) ist ein türkisch-US-amerikanischer Fußballspieler. Der Stürmer steht bei der Eintracht Frankfurt unter Vertrag, wo er vornehmlich für die U-23-Mannschaft aufläuft.

## Sportlicher Werdegang
İnanoğlu spielte zunächst in den Vereinigten Staaten Fußball, über die Dallas Texans kam er im März 2021 zum Deutschen Fußball Internat Bad Aibling. Später kehrte er in die USA zurück und lief für die Boston Bolts in der MLS Next auf, ehe er abermals nach Deutschland wechselte. Für den Nachwuchs des MSV Duisburg lief er in der Weststaffel der A-Junioren-Bundesliga auf, dabei erzielte er in der A-Junioren-Bundesliga 2022/23#Staffel West 13 Tore in 15 Spielen – somit zeichnete er sich alleine für fast ein Drittel der 45 Saisontore der Mannschaft verantwortlich. Damit qualifizierte er sich auch für höhere Aufgaben und rückte nach der Winterpause der Drittligasaison 2023/24 zeitweise in den Kader der Profimannschaft auf. Nachdem er bei der 2:3-Niederlage beim Halleschen FC im direkten Abstiegsduell am 23. Januar 2024 erstmals im Spieltagskader gestanden hatte, debütierte er vier Tage später beim 2:2-Remis gegen den Tabellendritten SSV Ulm 1846 als Einwechselspieler für Daniel Ginczek in der zweiten Halbzeit. Nachdem vorzeitig der Abstieg in die Regionalliga West feststand, kam er am vorletzten Spieltag beim 2:2-Unentschieden gegen den FC Erzgebirge Aue zu seinem Startelfdebüt. In seinen sechs Saisoneinsätzen blieb er ohne Torerfolg.
Im Sommer 2024 schloss sich İnanoğlu Eintracht Frankfurt an, wo er die U-21-Mannschaft in der Regionalliga Südwest verstärken soll. Sein Debüt in der vierten Liga ging am ersten Spieltag der Regionalligasaison 2024/25 gegen den Vorjahresvizemeister Stuttgarter Kickers mit 1:2 verloren, dabei gelang ihm in der 71. Spielminute mit dem Treffer zum Endstand sein erstes Tor im Erwachsenenbereich. Unter Trainer Dennis Schmitt blieb er auch in der Folge in der Startformation.